# おかやま 朝まるミュージック アフター9
『おかやま 朝まるミュージック アフター9』（おかやま あさまるミュージック アフターナイン）は、2009年4月1日から2010年3月31日まで山陽放送運営のRSKラジオで放送されたラジオ番組。
平日朝のワイド番組『おかやま 朝まるステーション1494』の9時台を分離させる形でスタートした1時間の音楽番組で、毎週月曜 - 金曜 9:00 - 10:00（日本標準時）に放送。パーソナリティも、番組本編に出演していた遠藤寛子（月曜・火曜・水曜）と小林章子（木曜・金曜）が務めていた。
番組は1年で終了し、9時台は番組本編が回収する形になった。

## コーナー
データは『おかやま 朝まるステーション1494』公式サイトからの参考。
- からだにいい話
- トレンド玉手箱
- 私の散歩道（金曜） - 小林章子と浜家輝雄が担当。